# Thelephora ramarioides
Thelephora ramarioides är en svampart som beskrevs av D.A. Reid 1958. Thelephora ramarioides ingår i släktet vårtöron och familjen Thelephoraceae.   Inga underarter finns listade i Catalogue of Life.